# شرق هدم (کنتیکت)
شرق هدم (به انگلیسی: East Haddam) یک منطقهٔ مسکونی در ایالات متحده آمریکا است که در شهرستان میدلسکس، کنتیکت واقع شده‌است. شرق هدم ۱۴۶٫۶ کیلومتر مربع مساحت و ۹٬۱۲۶ نفر جمعیت دارد و ۱۴۸ متر بالاتر از سطح دریا واقع شده‌است.